# Roderic Dallas
Pour les articles homonymes, voir Dallas (homonymie).
Roderick S. Dallas né le 30 juillet 1891 à Mont Stanley dans le Queensland et décédé le 1er juin 1918 (à 26 ans) à Liévin, est un as de l'aviation militaire australienne durant la première guerre mondiale. Il a le second nombre plus grand de victoires aériennes gagnées par un Australien, après Robert Little, mais il y a une dispute considérable à propos du nombre total exact des victoires de Dallas.
Comme Little, Dallas a fait partie de l’unité aérienne britannique, « British Units », à la place de l’unité aérienne australienne, Australian Flying Corps. Au-delà de son record personnel de combats, Dallas a été avec succès un chef d’escadrille à la fois sur terre et dans les airs. C’était aussi un tacticien influent, et un pilote test. Son service dans l’aviation a duré presque toute la Première Guerre mondiale.
Né dans une propriété éloignée dans la banlieue de Queensland, Dallas a montré très tôt un intérêt pour l’aviation. Il a voyagé en Angleterre par ses propres moyens en suivant le déclenchement de la Première Guerre mondiale et il est devenu un pilote dans la « Royal Naval Air Service » (RNAS) en août 1915.
Initialement, il a travaillé dans le corps naval no 1 sur le front Ouest à bord d'avions Caudron et Nieuport et a été choisi pour tester l’un des premiers Sopwith Triplanes. Ce dernier est devenu son type d’avion préféré, et il a gagné beaucoup de victoires dans les années 1916-1917, gagnant le Distinguished Service Order, le Distinguished Service Cross et la Medal bar. Il a été nommé Officier Commandant de l’escadron RNAS no 1 en juillet 1917.
À la création de la Royal Airforce, le 1er avril 1918, il a pris le commandement de l’escadron no 40. En volant à bord du Royal Aircraft Factory S.E.5s, il a gagné encore plus de victoires avant d’être tué au combat le 1er juin 1918 alors qu’il était en patrouille près de Liévin dans le Nord de la France. Il a été enterré à Pernes.

## Biographie

### Jeunesse et formation
Stan Dallas est né le 30 juillet 1891 à Mont Stanley en dehors de l’Esk, Queensland, fils d’un laboureur, Peter MacArthur Dallas et de sa femme, Honora.
Mont Stanley était une propriété isolée, et les trajets jusqu’à Esk étaient longs et les routes étaient peu fréquentées ; Stan était le premier enfant caucasien né dans cette grande propriété. Sa famille a déménagé à Tenterfield en Nouvelle-Galles du Sud, peu après la naissance de son petit frère en 1893. Ils sont retournés à Queensland en 1898, s’installant à Mont Morgan, où Peter Dallas est devenu un chef de quart à la mine locale.
Stan est allé à l’école pour garçon de Mont Morgan à partir de février 1899 et a ensuite rejoint les corps de cadets, s’élevant au grade de sergent. À l’école, il était remarqué pour son intelligence, sa capacité à s’intégrer et son sens de l’humour. Il aimait être dehors, et il passait beaucoup de temps dans les montagnes derrière la maison familiale, en observant les oiseaux prédateurs.
En juillet 1907, Dallas a rejoint l’Assay Office de la société minière aurifère de Mont Morgan, et s’est aussi enrôlé dans l’université technique locale, où il a pris des cours du soir en chimie et en dessin industriel. Il a montré un intérêt pour l’aviation très tôt, alimenté par la création en 1911 de l’aéro-club de Mont Morgan.
Dallas et son petit frère Norvel ont construit un planeur, lequel a été détruit par une rafale intempestive de vent la première fois qu’ils ont essayé de le lancer. Les deux frères ont continué à construire des modèles de planeurs en dépit de leur désastre initial, et Stan a correspondu avec les aviateurs pionniers en France, en Angleterre et aux États-Unis. Il a changé de métier pour un métier mieux payé pour conduire des camions pour les carrières de fer d’Iron Island.
Stan et Norvel construisirent encore une fois leur propre machine volante pendant que Stan travaillait pour Iron Island. Ils ont expérimenté leur hydravion près de Marble Island, célèbre pour ses eaux dangereuses ; Stan l’a perdu dans la mer. Du haut de ses 1,88 mètre de haut et de ses 101 kg, il a surpris les observateurs avec son agilité à rentrer dans les tout petits cockpits des avions de chasse. Malgré sa taille, il était considéré comme un bon athlète ayant de vifs réflexes.
Malgré le fait qu’il ait une voix qui porte, il parlait généralement d'une voix douce et n’était pas connu pour jurer, boire de l’alcool ou fumer. Dallas est resté en forme en raison d’exercices quotidiens de gym, et il a joué au rugby dans la Rugby Union Football (RFU).
Il avait une vue perçante exceptionnelle, qu'il a entraînée en lisant des journaux à petites polices à la table familiale. Parallèlement à ses activités athlétiques, il a participé à des théâtres amateurs où sa forte voix lui a été précieuse.

## Distinctions
- Ordre du Service distingué